# Breda
|  | Aquest article tracta sobre la vila de la Selva. Vegeu-ne altres significats a «Breda (desambiguació)». |

Breda és una vila i municipi de la comarca de la Selva. Forma part de la subcomarca del Baix Montseny. Se situa entre el Massís del Montseny i el Montnegre.
La vila es troba en l'anomenada Plana de Breda entre la Riera de Breda (a l'oest) i el Repiaix (a l'est), a una altitud de 169 m sobre el nivell del mar. El terme municipal limita a l'est amb el municipi de Sant Feliu de Buixalleu i a l'oest amb el de Riells i Viabrea.
Breda és coneguda també per haver estat l’escenari principal de la sèrie de Televisió de Catalunya Ventdelplà. que s'hi va rodar durant diversos anys. Arran d’aquesta sèrie, el poble és popularment identificat amb el nom fictici de Ventdelplà.

## Geografia
- Llista de topònims de Breda (Orografia: muntanyes, serres, collades, indrets..; hidrografia: rius, fonts...; edificis: cases, masies, esglésies, etc).

## Arquitectura

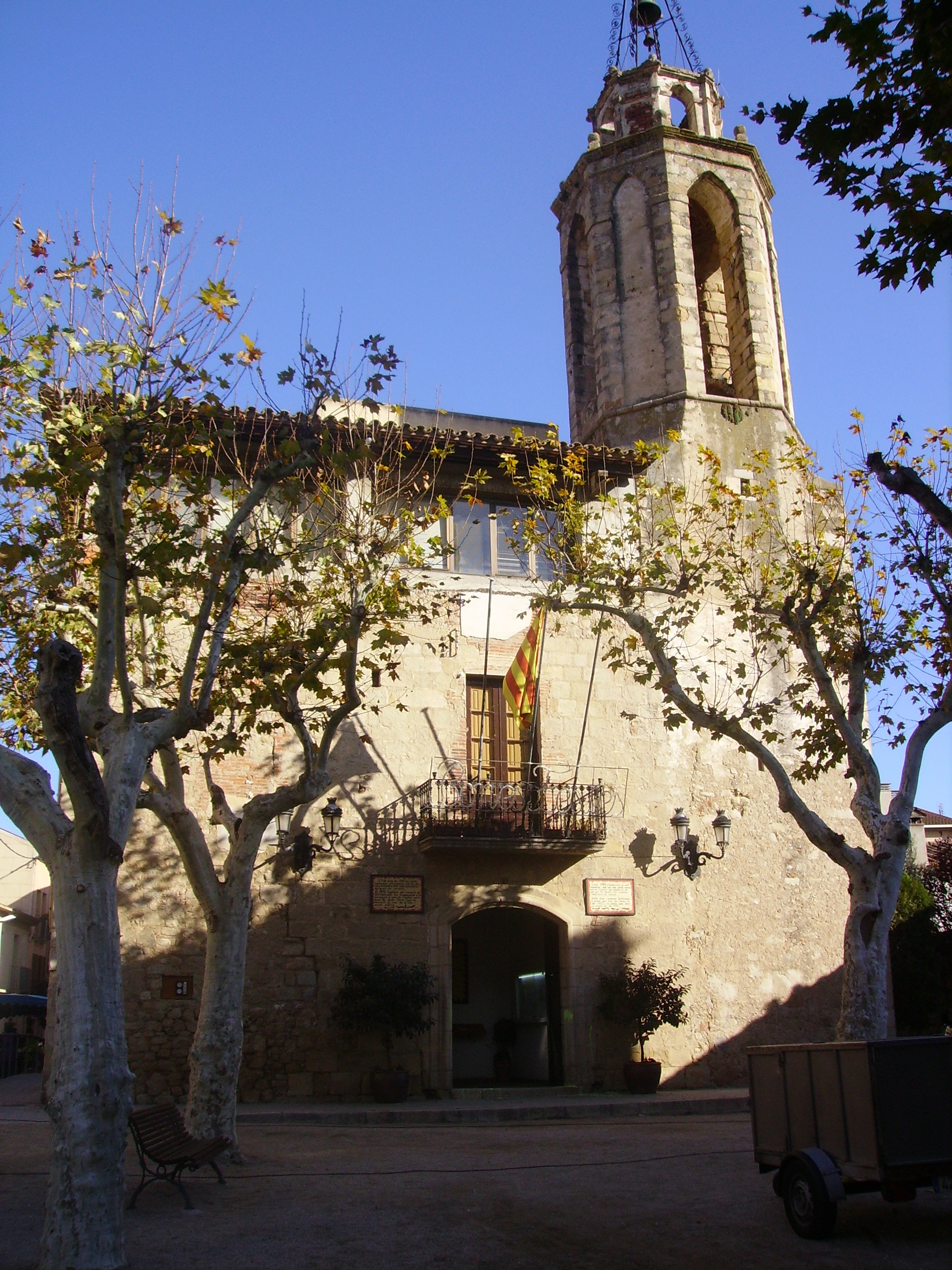
L'ajuntament de Breda

El poble es va originar a partir del Monestir de Sant Salvador de Breda de caràcter benedictí, fundat l'any 1038 pels vescomtes de Cabrera i que encara avui dia es pot observar i del que en queden molts edificis, entre ells l'actual església gòtica, o l'imponent campanar. La primera construcció podria datar del segle ix d'estil preromànic, i seria l'església de santa Maria, actual seu de l'ajuntament.
De la resta d'edificis actuals cal destacar la ja esmentada església gòtica, del segle xiv amb unes dimensions enormes (33 m de llarg per 12,5 m d'ample) que juntament amb el campanar li fan digne el nom amb què va ser conegut durant molt de temps com "la Catedral de La Selva". El patrimoni medieval de Breda ha sigut destruït diverses vegades durant els segles xix i xx, durant les desamortitzacions i la Guerra Civil. El campanar va ser restaurat posteriorment.
Hi ha també una ermita dedicada a Santa Anna.

## Activitat econòmica

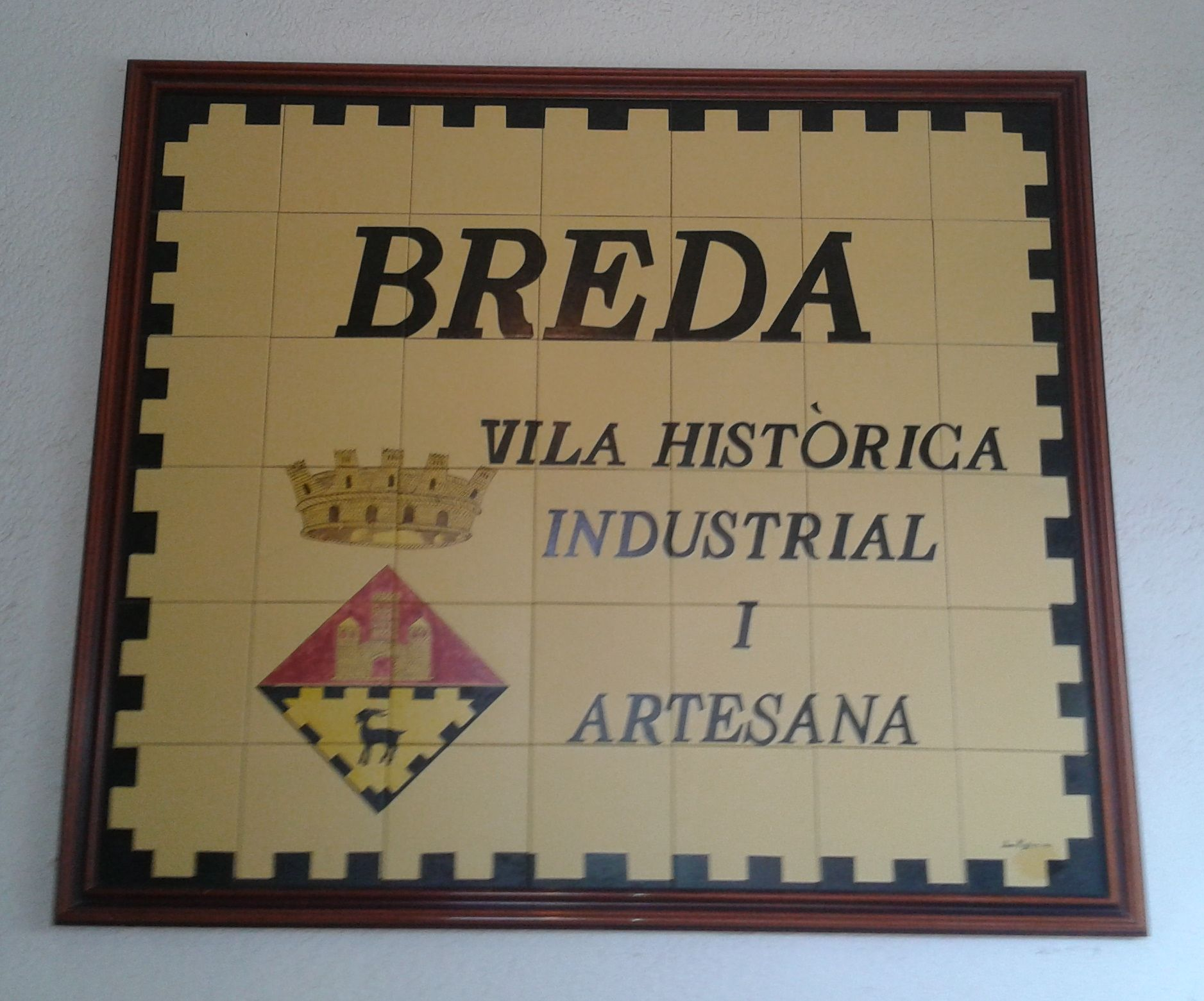
Rajoles de terrissa a Breda, donant la benvinguda a la vila

Amb l'abandonament de la vida monàstica, el poble perd importància. Queden residus culturals dels monjos com és l'activitat típica del poble, la terrissa. Des de l'edat moderna el municipi subsisteix gràcies a aquesta activitat comercial, juntament amb l'agricultura.
En l'actualitat el poble encara es dedica principalment a la terrissa, juntament amb la poca activitat industrial que s'hi ha instal·lat.
El municipi el travessen diverses rieres, entre elles la riera de Breda i la del Repiaix.

## Esports i cultura
Activitats esportives destacades: equip de futbol femení (que ha arribat a jugar a la primera divisió espanyola) i el masculí, el Club Patí Breda a on es practica patinatge artístic i hoquei. També es practica el bàsquet i el voleibol.
La festa major se celebra el dia 8 de setembre.

## Persones il·lustres
- Bernat II de Cabrera (Calataiud, 1298 - Saragossa, 1364), vescomte de Cabrera (1328-1343 i 1349-1350) i de Bas (1335 i 1352-1354), es retirà al Monestir de Sant Salvador de Breda el 1343
- Miquel Samsó va ser el trenta-unè president de la Diputació del General entre els anys 1470 i 1473. Abat de Sant Salvador de Breda (1470-1507), va fer construir la casa abacial gòtica i la façana de l'església.
- Esteve Casanovas i Ramió (Breda, la Selva, 1856-1905) va ésser un hisendat i secretari de l'Ajuntament de Breda
- Josep Aragay i Blanchart (Barcelona, 1889 - Breda, 1973) va ésser un pintor, ceramista i teòric de l'art.
- Salvador Riera (1927-1994), col·leccionista i mecenes d'art
- Carles Mascaró (1703-1793), organista, literat i benedictí.

## Política

### Eleccions Municipals 1995
L'equip de govern, el compongueren set regidors de Convergència i Unió i un del PSC-PSOE. Els tres regidors restants que configuraren l'oposició. L'alcalde durant va ser en Jordi Iglesias. Els regidors: Convergència i Unió : Joan Roca, Alfred Viecco, Mª Pilar Auladell, Antoni Arbiol, Josep Auladell, Jordi Martí, PSC-PSOE: Gabriel Cotano, Independents : Albert Planasdemunt, Josep Fontanella i Joan Oset.

### Eleccions Municipals 1999
| Candidatura | Candidatura                         | Cap de llista             | Vots                      | Regidors          | % vots |
| ----------- | ----------------------------------- | ------------------------- | ------------------------- | ----------------- | ------ |
|             | Convergència i Unió                 | Jordi Iglesias            | 1.136                     | 7                 |        |
|             | Crida per Breda-ERC-Acord Municipal | Salvador Figueras         | 586                       | 3                 |        |
|             | PSC-Progrés Municipal de Catalunya  | Gabriel Cotano            | 198                       | 1                 |        |
|             | Nuls                                |                           | 27                        | -                 |        |
|             | En blanc                            |                           | 34                        | -                 |        |
| Total       | Total                               | Total vots 1.981 (73,73%) | Total vots 1.981 (73,73%) | Total regidors 11 |        |

### Eleccions Municipals 2003
| Candidatura | Candidatura                        | Cap de llista             | Vots                      | Regidors          | % vots |
| ----------- | ---------------------------------- | ------------------------- | ------------------------- | ----------------- | ------ |
|             | Crida per Breda-Acord Municipal    | Salvador Figueras         | 748                       | 4                 |        |
|             | Convergència i Unió                | Jordi Iglesias            | 687                       | 4                 |        |
|             | Tots per Breda                     | Albert Planasdemunt       | 494                       | 2                 |        |
|             | PSC-Progrés Municipal de Catalunya | Josep Garrido             | 220                       | 1                 |        |
|             | Nuls                               |                           | 17                        | -                 |        |
|             | En blanc                           |                           | 22                        | -                 |        |
| Total       | Total                              | Total vots 2.188 (77,48%) | Total vots 2.188 (77,48%) | Total regidors 11 |        |

A l'inici de la legislatura en Salvador Figueras va ser elegit alcalde amb els vots del seu grup, del regidor del PSC i un regidor del grup Tots per Breda. El juny de 2006 va tirar endavant una moció de censura contra Salvador Figueras (primer cop en la història municipal de Breda) i va ser escollit com a alcalde en Jordi Iglesias amb els vots de CIU i de Tots per Breda.

### Eleccions Municipals 2007
| Candidatura | Candidatura                          | Cap de llista             | Vots                      | Regidors          | % vots |
| ----------- | ------------------------------------ | ------------------------- | ------------------------- | ----------------- | ------ |
|             | Convergència i Unió                  | Jordi Iglesias            | 804                       | 6                 |        |
|             | Agrupació Independent Tots per Breda | Albert Planasdemunt       | 360                       | 2                 |        |
|             | Crida per Breda-ERC-Acord Municipal  | Salvador Figueras         | 351                       | 2                 |        |
|             | PSC-Progrés Municipal                | Josep Garrido             | 221                       | 1                 |        |
|             | Nuls                                 |                           | 169                       | -                 |        |
|             | En blanc                             |                           | 75                        | -                 |        |
| Total       | Total                                | Total vots 1.980 (67,48%) | Total vots 1.980 (67,48%) | Total regidors 11 |        |

Els sis regidors de CiU van ser: Jordi Iglesias, Teresa Martorell, Alfred Viecco, Jordi Prat, Joan Miquel Terrades i Sergi Frederic de la Fuente. Els dos regidors d'A.I. Tots per Breda van ser: Albert Planasdemunt i Jaume Anglada. Els dos regidors de Crida per Breda: Salvador Figueras i Xavier Castanyer. El regidor del PSC: Josep Garrido. Jordi Iglesias va ser escollit alcalde. Els 169 vots nuls, el 8,54% dels sufragis emesos, és el percentatge més elevat de tota la província. D'aquests, 118 van ser causats per paperetes de color vermell, fruit d'una iniciativa ciutadana anònima que reclamava el vot nul com a mostra de desacord amb la política portada a terme per tots els grups a l'Ajuntament.

### Eleccions Municipals 2011
| Candidatura | Candidatura         | Cap de llista            | Vots                     | Regidors          | % vots |
| ----------- | ------------------- | ------------------------ | ------------------------ | ----------------- | ------ |
|             | Convergència i Unió | Jordi Iglesias           | 628                      | 4                 |        |
|             | ERC-Breda           | Dídac Manresa            | 609                      | 4                 |        |
|             | Tots per Breda      | Jaume Anglada            | 420                      | 2                 |        |
|             | Bred@XXI- PM        | Antoni Marin             | 172                      | 1                 |        |
|             | Nuls                |                          | 35                       | -                 |        |
|             | En blanc            |                          | 57                       | -                 |        |
| Total       | Total               | Total vots 1.921(66,72%) | Total vots 1.921(66,72%) | Total regidors 11 |        |

L'equip de govern el formen CIU i Tots per Breda, essent Alcalde el cap de llista de la federació nacionalista.
Els regidors de CiU són: Jordi Iglesias, Teresa Martorell, J.Miquel Terrades i Judit Cortada. Els d'ERC: Dídac Manresa, Andreu Pujol, Eva Andrés i Josep Amargant. Els de Tots per Breda: Jaume Anglada i Antoni Frías. El de Bred@XXI-PM: Antoni Marín.
Tres dels quatre candidats a aquests comicis eren nous. L'únic que repetia era Jordi Iglesias. Jaume Anglada, que ja era regidor amb l'anterior govern CIU-Tots per Breda, encapçalava la candidatura independent (vinculada a la FIC) substituint a l'històric Albert Planasdemunt. Així mateix, ERC es presentava per primera vegada a les eleccions amb Dídac Manresa com a candidat. El PSC no es va presentar com a tal, sinó en coalició amb independents com a Bred@XXI-PSC.
Eleccions Municipals 2015
Les eleccions municipals del 2015 suposen un canvi polític al poble després de 21 anys de govern de Convergència i Unió (1991-2003 i 2006-2015) amb Jordi Iglesias al capdavant. ERC-Breda guanya les eleccions amb 945 vots i 6 regidors, la qual cosa suposa majoria absoluta. Els regidors d'ERC són: Dídac Manresa, Andreu Pujol, Eva Andrés, Josep Amargant, Núria Marès i Samuel Torres. Els de CiU: Judit Cortada i Teresa Martorell. Els de Tots per Breda: Jaume Anglada i Joan Antoni Frias. El de la CUP: Òscar Montero.
| Candidatura | Candidatura    | Cap de llista            | Vots                     | Regidors          | % vots |
| ----------- | -------------- | ------------------------ | ------------------------ | ----------------- | ------ |
|             | ERC-Breda      | Dídac Manresa            | 945                      | 6                 |        |
|             | CiU            | Judit Cortada            | 340                      | 2                 |        |
|             | Tots per Breda | Jaume Anglada            | 291                      | 2                 |        |
|             | CUP            | Òscar Montero            | 231                      | 1                 |        |
|             | Nuls           |                          | 27                       | -                 |        |
|             | En blanc       |                          | 29                       | -                 |        |
| Total       | Total          | Total vots 1.972(69,17%) | Total vots 1.972(69,17%) | Total regidors 11 |        |

## Demografia
| Entitat de població | Habitants (2024) |
| Breda               | 3.777            |
| el Pagès de Dalt    | 99               |
| el Pagès de Baix    | 41               |
| Font: Idescat       |                  |

| 1497 f | 1515 f | 1553 f | 1717 | 1787 | 1857  | 1877  | 1887  | 1900  | 1910  |
| ------ | ------ | ------ | ---- | ---- | ----- | ----- | ----- | ----- | ----- |
| 41     | 25     | 38     | 340  | 562  | 1.542 | 1.469 | 1.555 | 1.380 | 1.463 |

| 1920  | 1930  | 1940  | 1950  | 1960  | 1970  | 1981  | 1990  | 1992  | 1994  |
| ----- | ----- | ----- | ----- | ----- | ----- | ----- | ----- | ----- | ----- |
| 1.601 | 1.547 | 1.584 | 1.571 | 1.769 | 2.713 | 3.090 | 3.177 | 3.279 | 3.279 |

| 1996  | 1998  | 2000  | 2002  | 2004  | 2006  | 2008  | 2010  | 2012  | 2014  |
| ----- | ----- | ----- | ----- | ----- | ----- | ----- | ----- | ----- | ----- |
| 3.243 | 3.254 | 3.345 | 3.484 | 3.566 | 3.685 | 3.753 | 3.771 | 3.767 | 3.751 |

| 2016  | 2018  | 2020  | 2022  | 2024  | 2026 | 2028 | 2030 | 2032 | 2034 |
| ----- | ----- | ----- | ----- | ----- | ---- | ---- | ---- | ---- | ---- |
| 3.722 | 3.733 | 3.762 | 3.842 | 3.930 | -    | -    | -    | -    | -    |

## Llocs d'interès
- Museu Municipal Josep Aragay[3]

## Fets històrics de Breda
- 80.000 anys abans de Crist. Es troba una ascla de sílex de tipologia leval·loisiana en un lloc indeterminat de la riera de Breda ens permet suposar que la primera ocupació humana d'aquest indret podria tenir un origen molt reculat.
- 4300 aC (Neolític): Trobades d'eines de sílex al turó de Santa Anna.
- 2000 aC (Final neolític princip edat de bronze): Es troben destrals de pedra.
- 878: Primer document escrit que esmenta la vila de Breda (Lluís el Tartamut).[4]
- 1038: Fundació del Monestir-Abadia benedictí de Breda per Guerau I de Cabrera
- S'esmenta per primera vegada la Parròquia de Santa Maria de Breda.
- 1246: Donació i trasllat de les relíquies de Sant Iscle i Santa Victòria al monestir de Breda.
- 1583: Notes escrites d'un oller a Breda.
- 1640: Batalla a Breda i la seva rodalia contra les tropes de Felip IV, en la qual moren alguns vilatans.
- 1700: En la guerra de successió, Breda es posa al costat de Carles d'Àustria i contra Felip V.
- 1777: Fundació i constitució del Gremi dels Ollers.[5]
- 1810: Durant mig any els monjos deshabiten el monestir i el poble queda desert.
- 1822: S'intenta cremar l'església de Breda, però l'alcalde Rigurric ho evita, jugant-s'hi la vida.
- 1835: Desamortització i exclaustració.
- 1854: A causa de la còlera, en què es mana construir els cementiris fora dels pobles i es prohibeixen els enterraments a les esglésies.
- 1860: Es beneeix l'actual cementiri de Breda; passa per primera vegada una locomotora per l'estació de Breda.
- 1872: Alguns bredencs, des del campanar romànic, fan front als carlins, situats al campanar de l'Ajuntament.
- 1875: Els carlins són vençuts pels isabelins a la batalla del Repiaix.[6]
- 1910: Conducció de l'aigua corrent de la Pintoresca a Breda.
- 1916: S'instal·la l'electricitat a Breda.
- 1917: S'inaugura la Central Telefònica del Carrer Capellans.
- 1925: Aragay pinta el Baptisteri de la Parròquia.
- 1932: Reconstrucció de l'ala nord del claustre.
- 1936: Són assassinades sis persones a Breda. Destrucció d'imatges, altars, campanes i llibres. Durant la Guerra Civil espanyola l'església s'utilitza com a magatzem de benzina, i la sagristia com a magatzem de queviures.
- 1939: 31 de gener. Crema de l'església parroquial.
- 1950: L'antic Monestir és declarat Monument Nacional.
- 1958: S'inaugura l'escola pública "Montseny".
- 1968: Celebració del IX Centenari de la consagració de la primitiva església romànica del monestir.
- 1974: El nucli antic de la Vila és declarat conjunt històricoartístic, i s'inaugura el Museu Municipal "Josep Aragay".
- 1977: Celebració del primer Aplec de la Sardana.
- 1979: Homenatge a Artur Osona, pare de l'excursionisme català. Plantada d'un monòlit en la seva memòria.
- 1987: La indústria terrissaire de Breda és declarada d'interès artesanal.
- 1988: 23 d'abril. Primer correfoc a la vila a càrrec de la colla Rauxa, formada per joves del poble, posteriorment s'adoptarà el nom d'U9-7Kou, que esdevindrà una entitat fortament activa en l'organització d'actes cultural i festius, encara en actiu.
- 1990: S'edita el número 0 de "Vereda. Revista d'Informació Local" sota la direcció de Carme Mayugo.
- 1990: Comença "la Festa al Carrer" i neix TV Breda.
- 1993: Primera Fira d'Entitats de Breda, durant la Festa de l'Ajust. És la primera d'aquestes característiques en tot Catalunya.
- 2003: Inauguració del Centre Cultural Els Forns.
- 2004: Es comença a gravar a Breda la sèrie de Televisió de Catalunya, Ventdelplà.
- 2006: Campanades de Cap d'Any 2006 retransmeses per TV3 des de Breda.

Bibliografia: "Coneguem Breda al Compàs de la Sardana",